# Deine Lakaien
Deine Lakaien е немска даркуейв/електронна група съставена от вокалиста Александър Велянов и класически образования композитор, пианист и барабанист Ернст Хорн.

## История
Началото на групата е поставено през 1985 чрез обява, поместена на страниците на списание, гласяща: „Търси се вокалист, който харесва да експериментира“. Обявата е пусната от композитора Ернст Хорн и на нея се отзовава Александър Велянов, с когото започват съвместна работа. По-голямата част от продукцията на групата се издава от Chrom Records, въпреки че част от по-новите им материали са издадени под крилото на Sony и EMI. Продажбите на групата надхвърлят значителните за този тип музика 500 000 копия.
Името Deine Lakaien („Твоите лакеи“) идва от песента на Einstürzende Neubauten „Die Genaue Zeit“.

### Александър Велянов
Велянов е учил кино и театър в Мюнхен и Берлин. През 1991 прекъсва образованието си, за да може пълноценно да се концентрира над музикалната си кариера и най-вече с групата си Deine Lakaien. До 1993 той е член на рок групата Run Run Vanguard. Освен с Deine Lakaien Велянов работи и с още няколко по-малки странични проекта, както и твори самостоятелно собствена музика. Има издадени два самостоятелни албума. Велянов е чест гост вокалист за други музиканти и групи.
Александър Велянов, който е роден в Македония, но е живял в Берлин, Мюнхен и Лондон, ревностно пази личния си живот. В интервюта рядко говори за себе си и до този момент не е разкрил годината си на раждане, заедно с други подробности около себе си.

### Ернст Хорн
Ернст Хорн е учил класическа музика в Мюнхен, Фрайбург и Хамбург и е работил като диригент в театрите в Карлсруе и Олденбург, също така и е бил диригент и пианист в Баварския държавен театър в Мюнхен. През 1985 се отказва от кариерата си като диригент, за да се отдаде изцяло на композирането на собствена музика, специализирайки в електронната музика. Става популярен най-вече чрез проекта си Deine Lakaien, който бързо надхвърля рамките на немскоезичния свят. Хорн добива известност и с работата си над други странични проекти, сред които най-популярни са Qntal и Helium Vola, за които той създава композиции, базирани на средновековната музика. Отделно създава електронна музика за радио пиеси.
Ернст Хорн живее и твори в Мюнхен.

## Дискография

### Албуми
- „Deine Lakaien“, 1986
- „Dark Star“, 1991 (преиздаден през 2005, заедно с EP-то „2nd Star“)
- „Dark Star Live“, 1992 – концертен албум
- „Forest Enter Exit“, 1993
- „Acoustic“, 1995 – концертен албум
- „Winter Fish Testosterone“, 1996
- „Kasmodiah“, 1999
- „White Lies“, 2002
- „1987“, 2003 – демота и ранни записи
- „Live in Concert“, 2003 – концертен албум
- „April Skies“, 2005
- „20 Years Of Electronic Avantgarde“, 2007 – оркестров аранжимент на най-доброто от тях
- „Indicator“, 2010

### Сингли и EP-та
- 2nd Star EP, 1991
- Mindmachine, 1994
- Return, 1997
- Into My Arms, 1999
- Generators, 2001
- Where You Are/In The Chains Of, 2001
- Over and Done, 2005